# × Trichocidium
× Trichocidium, viết tắt là Trcdm., là một chi lan lai giữa hai chi Oncidium và Trichocentrum (Onc. x Trctm.).